# Vescomtat d'Illa
El vescomtat d'Illa fou una jurisdicció feudal creada pel rei Sanç I de Mallorca amb la vila d'Illa al Rosselló, que pertanyia als Fenollet, i a més a més Llotes, Marsugà, Graulera, Bulaternera, Bula d'Amunt i Estoer. Els vescomtes es consideraren successors dels vescomtes de Fenollet.
El primer vescomte fou Pere VI, el 1314. Va morir el 1315.
El seu fill Pere VII va heretar Illa del pare i Canet de Rosselló de la mare i es va titular vescomte d'Illa i Canet. Va tenir cinc germans: Galceran, comanador de Sant Joan al Masdéu (mort el 1357); Timbor (morta el 1373), casada amb Bernat II, vescomte de Cabrera; Ponç (mort el 1354), canonge de Vic; Hug (mort el 1356), canonge d'Elna, bisbe de Vic i bisbe de València; i Bertran, castellà d'Alaró i senyor de la cavalleria del Masnou, i del qual una filla, Esclarmonda, es va casar amb Felip Dalmau I de Rocabertí, vescomte de Rocabertí. Pere VII es va casar amb Marquesa de Saportella, baronessa de Lluçà i la Portella, i hi va tenir tres fills: Beatriu (monja); Marquesa i Andreu I. El darrer va morir cap al 1387; estava casat tres vegades (amb Sibil·la de Narbona, Margarida de Montcada i Bonaventura de Xèrica), però només va tenir successió amb la primera: el seu fill i successor Pere VIII i un altre fill anomenat Bernat Guillem, que va morir jove; va tenir també un fill natural anomenat Gastó, mort el 1378.
Pere VIII es va casar primer amb Elisabet de Montcada i després amb Constança de Pròixida, però no va tenir fills; de la seva amistançada Joana, va tenir un fill, Antoni, que va morir el 1409. Pere VIII va morir el 1423 i el vescomtat fou segrestat pel rei fins que es decidís a qui pertocava, ja que s'havien presentat dues reclamacions (els Pinós Fenollet i els Castre Pinós).
La decisió va afavorir finalment els Pinós Fenollet, descendents de Marquesa, germana d'Andreu I, morta el 1362 i casada amb Pere II Galceran de Pinós, baró de Pinós i de Mataplana (i en segones noces amb Eimeric VI, vescomte de Narbona). Però els plets van continuar i al segle xvi una sentència el va adjudicar als Cervelló-Castre i va passar després als Montcada.

## Llista de vescomtes d'Illa o d'Illa i Canet
- Pere VI, 1314-1315 (vescomte d'Illa)
- Pere VII, 1315-1353 (primer a titular-se vescomte d'Illa i Canet)
- Andreu I d'Illa i Canet, 1353-1387 (vescomte d'Illa i Canet)
- Pere VIII, 1387-1423 (vescomte d'Illa i Canet)
- Segrestat pel rei, 1423